# Milarepa (film)
Milarepa är en bhutanesisk film från 2006.

## Handling
Filmen handlar om Milarepa, den man som kom att bli en av Tibets största mystiker.

## Rollista (i urval)
- Orgyen Tobgyal - Yongten Trogyal
- Kelsang Chukie Tethtong
- Jamyang Lodro - Thopaga
- Jamyang Nyimabot
- Gimyan Lodro - Milarepa